# Campionati mondiali under 23 di slittino 2011
I Campionati mondiali under 23 di slittino 2011, prima edizione della manifestazione, si sono disputati dal 28 gennaio al 30 gennaio 2011 a Cesana, Italia sul tracciato di bob, skeleton e slittino di Cesana Pariol all'interno della gara senior che ha assegnato il titolo mondiale assoluto 2011.

## Podi
| Evento            | Oro                           | Tempo    | Argento                     | Tempo    | Bronzo                      | Tempo    |
| Singolo maschile  | Felix Loch                    | 1'43"559 | Wolfgang Kindl              | 1'44"267 | Reinhard Egger              | 1'44"630 |
| Singolo femminile | Natalie Geisenberger          | 1'34"243 | Carina Schwab               | 1'34"658 | Sandra Gasparini            | 1'35"131 |
| Doppio maschile   | Ludwig Rieder Patrick Rastner | 1'34"258 | Tristan Walker Justin Snith | 1'34"146 | Toni Eggert Sascha Benecken | 1'34"193 |

## Singolo uomini
La gara si è svolta il 29 gennaio alle ore 15:44 UTC+1.
La classifica Under 23 ha visto primeggiare la medaglia d'argento della gara assoluta, il tedesco Felix Loch, con alle sue spalle gli austriaci Wolfgang Kindl e Reinhard Egger.
| Pos.    | #  | Atleta                | Nazione     | Run 1  | Run 2  | Totale   | Distacco |
| ------- | -- | --------------------- | ----------- | ------ | ------ | -------- | -------- |
| Oro     | 1  | Felix Loch            | Germania    | 51.511 | 52.048 | 1:43.559 |          |
| Argento | 9  | Wolfgang Kindl        | Austria     | 52.026 | 52.241 | 1:44.267 | +0.708   |
| Bronzo  | 8  | Reinhard Egger        | Austria     | 52.227 | 52.403 | 1:44.630 | +1.071   |
| 4       | 22 | Manuel Pfister        | Austria     | 52.279 | 52.417 | 1:44.696 | +1.137   |
| 5       | 18 | Evgenij Voskresenskij | Russia      | 52.323 | 52.611 | 1:44.934 | +1.375   |
| 6       | 29 | Chris Mazdzer         | Stati Uniti | 52.515 | 52.563 | 1:45.078 | +1.519   |
| 7       | 17 | Thor Haug Nørbech     | Norvegia    | 52.330 | 53.233 | 1:45.563 | +2.004   |
| 8       | 27 | Semën Pavličenko      | Russia      | 52.460 | 53.162 | 1:45.622 | +2.063   |
| 9       | 24 | Jo Alexander Koppang  | Norvegia    | 52.631 |        |          |          |
| 10      | 30 | Andrij Mandzij        | Ucraina     | 52.905 |        |          |          |
| 11      | 25 | Tonnes Stang Rolfsen  | Norvegia    | 52.907 |        |          |          |
| 12      | 37 | Valentin Crețu        | Romania     | 53.187 |        |          |          |
| 13      | 34 | Karol Stuchlak        | Slovacchia  | 54.142 |        |          |          |
| 14      | 33 | Hidenari Kanayama     | Giappone    | 54.154 |        |          |          |
| 15      | 36 | Danej Navrboc         | Slovenia    | 56.740 |        |          |          |

## Singolo donne
L'evento ha preso il via il 29 gennaio alle ore 8:33 UTC+1.
La classifica Under 23 ha visto primeggiare la tedesca Natalie Geisenberger (anche medaglia d'argento nella gara assoluta) davanti alla connazionale Carina Schwab e all'italiana Sandra Gasparini.
| Pos.    | #  | Atleta               | Nazione  | Run 1  | Run 2  | Totale   | Distacco |
| ------- | -- | -------------------- | -------- | ------ | ------ | -------- | -------- |
| Oro     | 8  | Natalie Geisenberger | Germania | 47.027 | 47.216 | 1:34.243 |          |
| Argento | 7  | Carina Schwab        | Germania | 47.227 | 47.431 | 1:34.658 | +0.415   |
| Bronzo  | 6  | Sandra Gasparini     | Italia   | 47.461 | 47.670 | 1:35.131 | +0.888   |
| 4       | 5  | Tat'jana Ivanova     | Russia   | 47.532 | 47.714 | 1:35.246 | +1.003   |
| 5       | 12 | Arianne Jones        | Canada   | 47.773 | 47.775 | 1:35.548 | +1.305   |
| 6       | 15 | Ksenija C'iplakova   | Russia   | 47.760 | 48.134 | 1:35.894 | +1.651   |
| 7       | 24 | Violeta Strămăturaru | Romania  | 48.954 | 48.857 | 1:37.811 | +3.568   |
| 8       | 26 | Morgane Villien      | Francia  | 49.303 |        |          |          |
| 9       | 21 | Maryna Halajdžjan    | Ucraina  | 49.316 |        |          |          |
|         | 22 | Morgane Bonnefoy     | Francia  | DNF    |        |          |          |

## Doppio
La gara si è disputata 30 gennaio alle 19:03 UTC+1.
La classifica Under 23 ha visto primeggiare la coppia italiana composta da Ludwig Rieder e Patrick Rastner davanti ai canadesi Tristan Walker/Justin Snith e ai tedeschi Toni Eggert/Sascha Benecken.
| Pos.    | #  | Atleta                        | Paese    | Run 1  | Run 2  | Totale   | Distacco |
| ------- | -- | ----------------------------- | -------- | ------ | ------ | -------- | -------- |
| Oro     | 11 | Ludwig Rieder Patrick Rastner | Italia   | 47.041 | 47.017 | 1:34.058 |          |
| Argento | 14 | Tristan Walker Justin Snith   | Canada   | 47.163 | 46.983 | 1:34.146 | +0.088   |
| Bronzo  | 4  | Toni Eggert Sascha Benecken   | Germania | 47.199 | 46.994 | 1:34.193 | +0.135   |
| 4       | 17 | Paul Ifrim Andrei Anghel      | Romania  | 47.603 | 48.426 | 1:36.029 | +1.971   |

## Medagliere
| Pos. | Nazione  | Oro | Argento | Bronzo | Totale |
| 1    | Germania | 2   | 1       | 1      | 4      |
| 2    | Italia   | 1   | 0       | 1      | 2      |
| 3    | Austria  | 0   | 1       | 1      | 2      |
| 4    | Canada   | 0   | 1       | 0      | 1      |